# Pututu

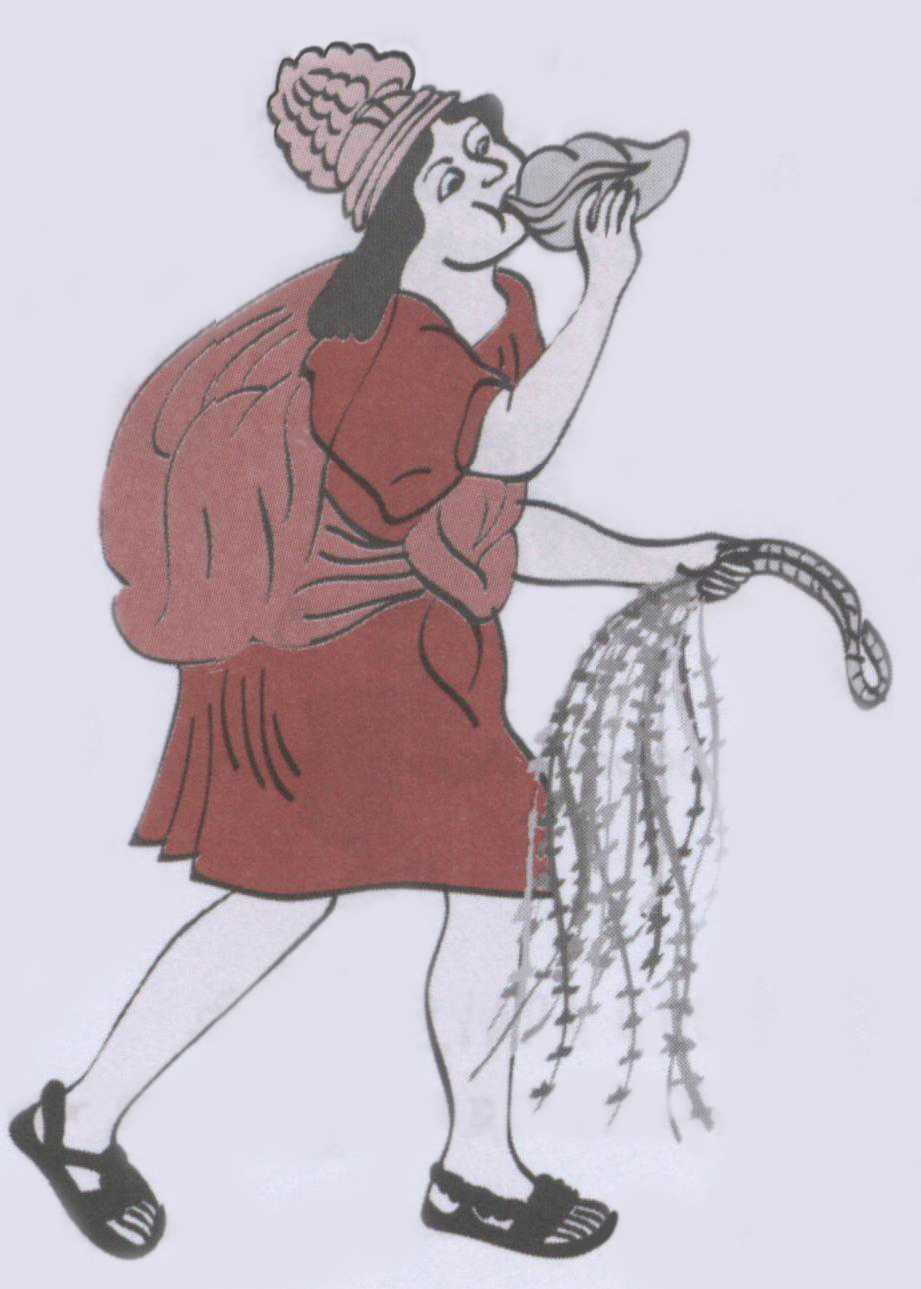
Un chaski che usa un pututu (Felipe Guamán Poma de Ayala, 1616).

Il pututu o pututo (dall'aymara pututu ) è uno strumento a fiato della cultura andina e amerindia.

## Utilizzo
In Bolivia, è uno strumento indigeno costruito con un corno di bue. Era usato per convocare ad un raduno. In Perù, il pututo è ricavato da un mollusco, il cui guscio è usato a guisa di tromba.
Questo strumento faceva parte dell'equipaggiamento dei Chaski. Questi - essendo messaggeri che spesso facevano la staffetta - lo utilizzavano come tromba, in particolare per segnalare agli altri chaski il proprio avvicinamento, cosicché l'altro si preparasse per il passaggio del testimone.